# Superliga Brasileira de Voleibol Masculino de 2011–12 - Série A
A Superliga Brasileira de Voleibol Masculino de 2011–12 - Série A foi a 18ª edição desta competição organizada pela Confederação Brasileira de Voleibol através da Unidade de Competições Nacionais. Também foi a 34ª edição do Campeonato Brasileiro de Voleibol Masculino, a principal competição entre clubes de voleibol masculino do Brasil. Participaram do torneio doze equipes provenientes de cinco estados brasileiros: São Paulo, Rio de Janeiro, Minas Gerais, Santa Catarina e Paraná.
A ASE Sada Cruzeiro sagrou-se campeão do torneio pela primeira vez após vencer o GRER Araçatuba na final por três sets a um no Ginásio Adib Moysés Dib, em São Bernardo do Campo.

## Regulamento
A fase classificatória da competição foi disputada por 12 clubes em dois turnos. Em cada turno, todos os times jogaram entre si uma única vez. Os jogos do segundo turno foram realizados na mesma ordem do primeiro, apenas com o mando de quadra invertido. Os oito primeiros colocados se classificaram para os play-offs. Nesta fase, a vitória por 3-0 ou 3-1 garantiu três pontos para o ganhador e nenhum ponto para o perdedor. Já uma vitória por 3-2, o ganhador da partida levou dois pontos e o perdedor um.
Os play-offs foram divididos em três fases - quartas-de-final, semi-finais e final.
Nas quartas-de-final houve um cruzamento entre as equipes com os melhores índices técnicos seguindo a lógica: 1ª x 8ª (A); 2ª x 7ª(B); 3ª x 6ª(C) e 4ª x 5ª(D). Estas jogaram partidas em melhor de 3 (jogos), sendo um mando de campo para cada e o jogo de desempate, quando houve, no ginásio da equipe com o melhor índice técnico da fase classificatória.
As semifinais foram disputadas pelas equipes que passaram das quartas-de-final, seguindo a lógica: Vencedora do jogo A x Vencedora do jogo D; Vencedora do jogo B x Vencedora do jogo C. Estas jogaram novamente partidas em melhor de 3 (jogos), sendo um mando de campo para cada e o jogo de desempate, quando houve, no ginásio da equipe com o melhor índice técnico da fase classificatória.
As vencedoras se classificaram para a final, que foi disputada em jogo único no Ginásio Adib Moysés Dib, na cidade de São Bernardo do Campo. A terceira e a quarta colocações foram definidas pelo melhor índice técnico da fase classificatória e das semifinais.
O campeão do torneio teve o direito de participar do Campeonato Sul-Americano de Clubes de 2012. Já o último colocado foi rebaixado para a Série B 2013.

## Equipes participantes
Doze equipes disputaram o título da Superliga Masculina de 2011/2012 - Série A. São elas:
| Equipe                                    | Cidade                                | Última participação | Temporada 2010/2011 |
| ----------------------------------------- | ------------------------------------- | ------------------- | ------------------- |
| Sesi-SP                                   | Vila Leopoldina São Paulo             | 800                 | 1º                  |
| ASE Sada Cruzeiro Sada Cruzeiro Vôlei     | Riacho Contagem                       | 2 000               | 2º                  |
| GRER Araçatuba Vôlei Futuro               | Plácido Rocha Araçatuba               | 4 000               | 3º                  |
| Minas TC Vivo/Minas                       | Arena JK Belo Horizonte               | 3 650               | 4º                  |
| Cimed EC Cimed/Sky                        | Capoeirão Florianópolis               | 2 000               | 5º                  |
| FUNADEM Montes Claros BMG/Montes Claros   | Tancredo Neves Montes Claros          | 5 000               | 6º                  |
| BVC Campinas Medley/Campinas              | Taquaral Campinas                     | 2 600               | 8º                  |
| IPE Londrina Londrina/Sercomtel/Martminas | Moringão Londrina                     | 6 000               | 9º                  |
| ADCM São Bernardo BMG/São Bernardo        | Adib Moysés Dib São Bernardo do Campo | 5 730               | 10º                 |
| Volta Redonda FC Volta Redonda            | Ilha São João Volta Redonda           | 4 000               | 11º                 |
| RJX                                       | Maracanãzinho Rio de Janeiro          | 11 800              | estreante           |
| UFJF                                      | UFJF Juiz de Fora                     | 1 000               | estreante           |

## Fase classificatória

### Classificação
- Vitória por 3 sets a 0 ou 3 a 1: 3 pontos para o vencedor;
- Vitória por 3 sets a 2: 2 pontos para o vencedor e 1 ponto para o perdedor.
- Não comparecimento, a equipe perde 2 pontos.
- Em caso de igualdade por pontos, os seguintes critérios servem como desempate: número de vitórias, média de sets e média de pontos.

|  |                                                                                   |
|  | Equipes classificadas para às quartas-de-final e garantidas na Série A 2012/2013. |
|  | Rebaixada para a Série B 2013.                                                    |

|     |                       |     | Jogos | Jogos | Jogos | Pontos | Pontos | Pontos | Sets | Sets | Sets  |
| Pos | Equipe                | Pts | T     | V     | D     | V      | P      | R      | V    | P    | R     |
| --- | --------------------- | --- | ----- | ----- | ----- | ------ | ------ | ------ | ---- | ---- | ----- |
| 1   | ASE Sada Cruzeiro     | 47  | 22    | 16    | 6     | 1931   | 1800   | 1.073  | 55   | 27   | 2.037 |
| 2   | Sesi-SP               | 47  | 22    | 16    | 6     | 1972   | 1839   | 1.072  | 55   | 30   | 1.833 |
| 3   | GRER Araçatuba        | 47  | 22    | 15    | 7     | 1998   | 1824   | 1.095  | 56   | 30   | 1.867 |
| 4   | Cimed EC              | 46  | 22    | 16    | 6     | 1853   | 1789   | 1.036  | 53   | 28   | 1.893 |
| 5   | Minas TC              | 43  | 22    | 16    | 6     | 2029   | 1928   | 1.052  | 54   | 34   | 1.588 |
| 6   | BVC Campinas          | 38  | 22    | 11    | 11    | 2019   | 1956   | 1.032  | 47   | 42   | 1.119 |
| 7   | RJX                   | 34  | 22    | 12    | 10    | 1936   | 1931   | 1.003  | 44   | 41   | 1.073 |
| 8   | ADCM São Bernardo     | 31  | 22    | 10    | 12    | 1723   | 1938   | 0.889  | 41   | 46   | 0.891 |
| 9   | Volta Redonda FC      | 20  | 22    | 6     | 16    | 1738   | 1896   | 0.917  | 29   | 52   | 0.558 |
| 10  | FUNADEM Montes Claros | 19  | 22    | 7     | 15    | 1787   | 1916   | 0.933  | 28   | 54   | 0.519 |
| 11  | UFJF                  | 14  | 22    | 4     | 18    | 1688   | 1830   | 0.922  | 19   | 58   | 0.328 |
| 12  | IPE Londrina          | 10  | 22    | 3     | 19    | 1732   | 2083   | 0.831  | 22   | 60   | 0.367 |

### Resultados
Para um dado resultado encontrado nesta tabela, a linha se refere ao mandante e a coluna, ao visitante.
|                           | CAM | CIM | CRU | LON | MIN | MOC | RJX | SBE | SES | UJF | VFU | VRE | Pos |
| CAM BVC Campinas          |     | 1–3 | 3–1 | 3–1 | 0–3 | 2–3 | 3–1 | 2–3 | 3–1 | 3–1 | 2–3 | 3–0 | 6º  |
| CIM Cimed EC              | 3–2 |     | 3–1 | 3–0 | 3–0 | 3–1 | 1–3 | 3–0 | 3–0 | 3–0 | 0–3 | 0–3 | 4º  |
| CRU ASE Sada Cruzeiro     | 3–0 | 3–0 |     | 3–2 | 2–3 | 3–0 | 3–0 | 3–0 | 3–2 | 3–0 | 3–1 | 3–0 | 1º  |
| LON IPE Londrina          | 1–3 | 0–3 | 1–3 |     | 2–3 | 3–0 | 1–3 | 3–1 | 1–3 | 1–3 | 1–3 | 0–3 | 12º |
| MIN Minas TC              | 2–3 | 1–3 | 3–2 | 3–0 |     | 3–0 | 3–0 | 3–0 | 3–2 | 3–0 | 3–1 | 3–2 | 5º  |
| MOC FUNADEM Montes Claros | 3–1 | 0–3 | 0–3 | 3–0 | 1–3 |     | 3–1 | 1–3 | 1–3 | 3–2 | 0-2 | 2–3 | 10º |
| RJX                       | 3–2 | 3–2 | 3–1 | 3–0 | 2–3 | 3–0 |     | 3–2 | 1–3 | 3–0 | 2–3 | 3–0 | 7º  |
| SBE ADCM São Bernardo     | 1–3 | 2–3 | 0–3 | 2–3 | 3–1 | 3–1 | 3–1 |     | 1–3 | 3–0 | 3–1 | 3–0 | 8º  |
| SES Sesi-SP               | 3–2 | 3–1 | 3–0 | 3–1 | 3–2 | 3–0 | 3–0 | 1–3 |     | 3–0 | 1–3 | 3–0 | 2º  |
| UJF UFJF                  | 0–3 | 0–3 | 0–3 | 3–1 | 0–3 | 1–3 | 0–3 | 3–1 | 2–3 |     | 0–3 | 2–3 | 11º |
| VFU GRER Araçatuba        | 3–0 | 2–3 | 2–3 | 3–0 | 2–3 | 3–0 | 3–0 | 3–1 | 0–3 | 3–0 |     | 3–1 | 3º  |
| VRE Volta Redonda FC      | 0–3 | 0–3 | 1–3 | 3–0 | 3–0 | 2–3 | 2–3 | 2–3 | 0–3 | 1–3 | 0–3 |     | 9º  |

## Playoffs
|  | Quartas-de-final | Quartas-de-final  | Quartas-de-final | Quartas-de-final | Quartas-de-final |          |                | Semifinais        | Semifinais | Semifinais | Semifinais | Semifinais |  |  | Final | Final             | Final | Final | Final | Final | Final |
|  |                  |                   |                  |                  |                  |          |                |                   |            |            |            |            |  |  |       |                   |       |       |       |       |       |
|  | 1º               | ASE Sada Cruzeiro | 3                | 1                | 3                |          |                |                   |            |            |            |            |  |  |       |                   |       |       |       |       |       |
|  | 8º               | ADCM São Bernardo | 0                | 3                | 2                |          |                |                   |            |            |            |            |  |  |       |                   |       |       |       |       |       |
|  | 8º               | ADCM São Bernardo | 0                | 3                | 2                |          | 1º             | ASE Sada Cruzeiro | 3          | 3          |            |            |  |  |       |                   |       |       |       |       |       |
|  |                  |                   |                  |                  |                  |          | 1º             | ASE Sada Cruzeiro | 3          | 3          |            |            |  |  |       |                   |       |       |       |       |       |
|  |                  | 5º                | Minas TC         | 1                | 0                |          |                |                   |            |            |            |            |  |  |       |                   |       |       |       |       |       |
|  | 4º               | 5º                | Minas TC         | 1                | 0                | Cimed EC | 3              | 2                 | 2          |            |            |            |  |  |       |                   |       |       |       |       |       |
|  | 4º               |                   |                  |                  |                  | Cimed EC | 3              | 2                 | 2          |            |            |            |  |  |       |                   |       |       |       |       |       |
|  | 5º               | Minas TC          | 2                | 3                | 3                |          |                |                   |            |            |            |            |  |  |       |                   |       |       |       |       |       |
|  |                  |                   |                  |                  |                  |          |                |                   |            |            |            |            |  |  | 1º    | ASE Sada Cruzeiro | 3     |       |       |       |       |
|  |                  |                   | 3º               | GRER Araçatuba   | 1                |          |                |                   |            |            |            |            |  |  |       |                   |       |       |       |       |       |
|  | 2º               | Sesi-SP           | 2                | 2                |                  |          |                |                   |            |            |            |            |  |  |       |                   |       |       |       |       |       |
|  | 7º               | RJX               | 3                | 3                |                  |          |                |                   |            |            |            |            |  |  |       |                   |       |       |       |       |       |
|  | 7º               | RJX               | 3                | 3                |                  | 7º       | RJX            | 3                 | 1          | 1          |            |            |  |  |       |                   |       |       |       |       |       |
|  |                  |                   |                  |                  |                  | 7º       | RJX            | 3                 | 1          | 1          |            |            |  |  |       |                   |       |       |       |       |       |
|  |                  | 3º                | GRER Araçatuba   | 1                | 3                | 3        |                |                   |            |            |            |            |  |  |       |                   |       |       |       |       |       |
|  | 3º               | 3º                | GRER Araçatuba   | 1                | 3                | 3        | GRER Araçatuba | 3                 | 3          |            |            |            |  |  |       |                   |       |       |       |       |       |
|  | 3º               |                   |                  |                  |                  |          | GRER Araçatuba | 3                 | 3          |            |            |            |  |  |       |                   |       |       |       |       |       |
|  | 6º               | BVC Campinas      | 0                | 1                |                  |          |                |                   |            |            |            |            |  |  |       |                   |       |       |       |       |       |

## Classificação final
| Posição        | Equipe                | Classificação/rebaixamento                          |
| -------------- | --------------------- | --------------------------------------------------- |
| Campeão        | ASE Sada Cruzeiro     | Sul Americano de Clubes de 2012 · Série A 2012/2013 |
| Vice-campeão   | GRER Araçatuba        | Série A 2012/2013                                   |
| Terceiro lugar | Minas TC              | Série A 2012/2013                                   |
| 4              | RJX                   | Série A 2012/2013                                   |
| 5              | Sesi-SP               | Série A 2012/2013                                   |
| 6              | Cimed EC              | Série A 2012/2013                                   |
| 7              | BVC Campinas          | Série A 2012/2013                                   |
| 8              | ADCM São Bernardo     | Série A 2012/2013                                   |
| 9              | Volta Redonda FC      | Série A 2012/2013                                   |
| 10             | FUNADEM Montes Claros | Série A 2012/2013                                   |
| 11             | UFJF                  |                                                     |
| 12             | IPE Londrina          | Série B 2013                                        |

| Superliga 2010/2011                   |
| Minas Gerais                          |
| ------------------------------------- |
| ASE Sada Cruzeiro Campeão (1º título) |

## Prêmios individuais
| Melhor atacante   | Wallace Leandro de Souza            | ASE Sada Cruzeiro |
| Melhor bloqueio   | Gustavo Guazzelli Bonatto           | BVC Campinas      |
| Melhor sacador    | Vinícius Mendes de Siqueira         | GRER Araçatuba    |
| Melhor levantador | William Peixoto Arjona              | ASE Sada Cruzeiro |
| Melhor defesa     | Sérgio Luiz Seixas Francia Nogueira | ASE Sada Cruzeiro |
| Melhor recepção   | Filipe Augusto Faccion Ferraz       | ASE Sada Cruzeiro |

## Estatísticas por fundamento
| Posição | Jogador                       | Pontos |
| ------- | ----------------------------- | ------ |
| 1       | Fabrício Stevens Finotti Dias | 528    |
| 2       | Wallace Leandro de Souza      | 474    |
| 3       | Filip Rejlek                  | 461    |
| 4       | Ricardo Lucarelli de Souza    | 379    |
| 5       | Renan Zanatta Buiatti         | 365    |

| Posição | Jogador                         | Aproveitamento (%) |
| ------- | ------------------------------- | ------------------ |
| 1       | Ricardo Lucarelli de Souza      | 40,96              |
| 2       | Oreol Camejo Durruthy           | 40,82              |
| 3       | Wallace Leandro de Souza        | 39,07              |
| 4       | Wallace Jansen de Souza Martins | 37,53              |
| 5       | Filip Rejlek                    | 35,80              |

| Posição | Jogador                     | Aproveitamento (%) |
| ------- | --------------------------- | ------------------ |
| 1       | Gustavo Guazzelli Bonatto   | 24,62              |
| 2       | Sidnei dos Santos Júnior    | 23,66              |
| 3       | Éder Francis Carbonera      | 21,69              |
| 4       | Vinícius Mendes de Siqueira | 20,66              |
| 5       | Lucas Saatkamp              | 19,58              |

| Posição | Jogador                          | Aproveitamento (%) |
| ------- | -------------------------------- | ------------------ |
| 1       | Éder Francis Carbonera           | 13,20              |
| 2       | Henrique Zech Coelho Von Randow  | 10,71              |
| 3       | Vinícius Mendes de Siqueira      | 10,21              |
| 4       | João Paulo de Figueiredo Tavares | 9,92               |
| 5       | Lucas Saatkamp                   | 9,64               |

| Posição | Jogador                             | Aproveitamento (%) |
| ------- | ----------------------------------- | ------------------ |
| 1       | Dante Guimarães Santos do Amaral    | 31,69              |
| 2       | Sérgio Luiz Seixas Francia Nogueira | 23,18              |
| 3       | Maurício Borges Almeida Silva       | 21,05              |
| 4       | Rodrigo de Gennaro Leme             | 20,98              |
| 5       | Théo Fabrício Nery Lopes            | 18,63              |

| Posição | Jogador                  | Aproveitamento (%) |
| ------- | ------------------------ | ------------------ |
| 1       | William Peixoto Arjona   | 39,94              |
| 2       | Bruno Mossa de Rezende   | 39,44              |
| 3       | Marcelo Elgarten         | 37,67              |
| 4       | Rodrigo de Gennaro Leme  | 37,27              |
| 5       | Everaldo Lucena da Silva | 36,15              |